# Роквуд (Вірджинія)
Роквуд (англ. Rockwood) — переписна місцевість (CDP) в США, в окрузі Честерфілд штату Вірджинія. Населення — 8685 осіб (2020).

## Географія
Роквуд розташований за координатами 37°27′46″ пн. ш. 77°34′22″ зх. д. / 37.46278° пн. ш. 77.57278° зх. д. (37.462833, -77.572819).  За даними Бюро перепису населення США в 2010 році переписна місцевість мала площу 14,03 км², з яких 13,83 км² — суходіл та 0,21 км² — водойми.

## Демографія
Згідно з переписом 2010 року, у переписній місцевості мешкала 8431 особа в 3284 домогосподарствах у складі 2457 родин. Густота населення становила 601 особа/км².  Було 3423 помешкання (244/км²).
Расовий склад населення:
| - 69,3 % — білих - 20,9 % — чорних або афроамериканців - 4,1 % — азіатів - 0,2 % — корінних американців - 2,5 % — осіб інших рас |

До двох чи більше рас належало 3,0 %. Частка іспаномовних становила 5,5 % від усіх жителів.
За віковим діапазоном населення розподілялося таким чином: 21,6 % — особи молодші 18 років, 65,5 % — особи у віці 18—64 років, 12,9 % — особи у віці 65 років та старші. Медіана віку мешканця становила 41,2 року. На 100 осіб жіночої статі у переписній місцевості припадало 91,6 чоловіків;  на 100 жінок у віці від 18 років та старших — 89,1 чоловіків також старших 18 років.
Середній дохід на одне домашнє господарство  становив 86 942 долари США (медіана — 66 649), а середній дохід на одну сім'ю — 99 384 долари (медіана — 76 691). Медіана доходів становила 50 905 доларів для чоловіків та 50 821 долар для жінок. За межею бідності перебувало 9,4 % осіб, у тому числі 16,9 % дітей у віці до 18 років та 5,2 % осіб у віці 65 років та старших.
Цивільне працевлаштоване населення становило 4248 осіб. Основні галузі зайнятості: освіта, охорона здоров'я та соціальна допомога — 24,0 %, роздрібна торгівля — 13,4 %, фінанси, страхування та нерухомість — 11,7 %, науковці, спеціалісти, менеджери — 10,6 %.